# Шар (Крёз)
Шар (фр. Chard) — коммуна во Франции, находится в регионе Лимузен. Департамент коммуны — Крёз. Входит в состав кантона Озанс. Округ коммуны — Обюссон.
Код INSEE коммуны — 23053.

## Население
Население коммуны на 2010 год составляло 202 человека.
| 1962 | 1968 | 1975 | 1982 | 1990 | 1999 | 2010 |
| ---- | ---- | ---- | ---- | ---- | ---- | ---- |
| 307  | 282  | 261  | 215  | 204  | 173  | 202  |

## Экономика
В 2010 году среди 134 человек трудоспособного возраста (15—64 лет) 95 были экономически активными, 39 — неактивными (показатель активности — 70,9 %, в 1999 году было 69,9 %). Из 95 активных жителей работали 84 человека (48 мужчин и 36 женщин), безработных было 11 (6 мужчин и 5 женщин). Среди 39 неактивных 5 человек были учениками или студентами, 22 — пенсионерами, 12 были неактивными по другим причинам.